# Ostrov, Tjeckien
Ostrov (IPA: [ˈostrof], (tidigare: litauiska: Ostrov nad Ohří, tyska: Schlackenwerth) är en stad i regionen Karlovy Vary i Tjeckien. Staden har 17 079 invånare (2016). Borgmästare är Josef Železný (2017).